# Concatenamento
In linguaggio formale e programmazione software il concatenamento (o concatenazione) indica un procedimento in cui parole o numeri vengono legati insieme a formare, rispettivamente, una sola parola o numero.
Ad esempio, concatenando "piano" e "forte" si ottiene "pianoforte", oppure concatenando i numeri 5 e 12 si ottiene il numero 512.
Quest'operazione è spesso utilizzata nei linguaggi di programmazione per l'unione di stringhe.

## Definizione
Siano {\displaystyle L_{1},L_{2}} due linguaggi costruiti su un dato un alfabeto {\displaystyle \Sigma }. Il concatenamento {\displaystyle L_{1}L_{2}} rappresenta tutte le stringhe della forma {\displaystyle vw}, dove {\displaystyle v} appartiene a {\displaystyle L_{1}} e {\displaystyle w} a {\displaystyle L_{2}}. Formalmente:
{\displaystyle L_{1}L_{2}=\{vw:v\in L_{1},w\in L_{2}\}}
Lo stesso procedimento può essere fatto con una stringa e un linguaggio o viceversa. Il risultato del concatenamento di un linguaggio {\displaystyle L_{0}} e una stringa {\displaystyle v} è {\displaystyle vL_{0}=\{vw:w\in L_{0}\}}
Per esempio, se su un alfabeto  {\displaystyle \Sigma =\{a,b\}} sono costruiti due linguaggi {\displaystyle L_{1}=\{abab,baba\}} e {\displaystyle L_{2}=\{bbbb,aaaa\}}, il loro concatenamento {\displaystyle L_{1}L_{2}} corrisponde a {\displaystyle \{ababbbbb,bababbbb,ababaaaa,babaaaaa\}}

## Esempio
Dati due insiemi {\displaystyle L_{1}=\{a,b,c,d,e,f,g,h\}} e {\displaystyle L_{2}=\{1,2,3,4,5,6,7,8\}} il loro concatenamento {\displaystyle L_{1}L_{2}} è l'insieme che contiene tutte le coordinate di una scacchiera nella notazione algebrica. Il risultato del concatenamento di una qualsiasi lettera di {\displaystyle L_{1}} e {\displaystyle L_{2}} è l'insieme contenente tutte le coordinate della colonna corrispondente alla lettera. Per esempio, si consideri la lettera d in {\displaystyle L_{1}}, il concatenamento {\displaystyle dL_{2}} indica la colonna della regina.

## Nei linguaggi di programmazione
Nella maggior parte dei linguaggi di programmazione, l'operatore per il concatenamento delle stringhe è "+".
La sintassi è:
```
'stringa a' + 'stringa b'
```

### Java
In Java è possibile concatenare più stringhe semplicemente in questo modo:
```
  
String
 
a
 
=
 
"Ciao, "
;

  
String
 
b
 
=
 
"Mondo!"
;

  

  
String
 
c
 
=
 
a
 
+
 
b
;
//concateno a e b

  
System
.
out
.
println
(
c
);
//OUTPUT: Ciao, Mondo!

```

#### Concatenamento di numeri interi
Concatenare numeri interi è più complesso:
```
  
int
 
a
 
=
 
46
;

  
int
 
b
 
=
 
128
;

  
int
 
c
 
=
 
Integer
.
parseInt
(
Integer
.
toString
(
a
)
 
+
 
Integer
.
toString
(
b
));

  

  
System
.
out
.
println
(
c
);
 
//OUTPUT: 46128

```

Qui, usufruendo della classe java.lang.Integer, i due numeri   vengono prima trasformati in stringhe, poi concatenati e infine ritrasformati nel numero intero risultante assegnato alla variabile c.

### C++, C, Python
In C++, C e Python, come in Java, si può usare l'operatore " + ":
```
"Stringa 1" + "Stringa 2"
```

Inoltre, in C++, è possibile eseguire il concatenamento di stringhe e/o variabili nei comandi cout e cerr della libreria iostream utilizzando l'operatore " << ".

## In matematica
In matematica concatenare vuol dire fondere due o più numeri per formarne uno nuovo.
Per esempio:
{\displaystyle 56||21=5621}
Il simbolo {\displaystyle ||} è stato usato qui per indicare l'operazione concatenamento.
L'operazione NON gode della proprietà commutativa, quindi:
{\displaystyle 56||21\neq 21||56}
Una semplice funzione matematica che esegue questa operazione tra due numeri {\displaystyle m} e {\displaystyle n} con {\displaystyle n\geq 1} e {\displaystyle m,n\in \mathbb {N} } è:
{\displaystyle C_{10}(m,n)=10^{\lceil \log _{10}(n+1)\rceil }m+n}
Dove {\displaystyle \lceil x\rceil } indica la funzione parte intera superiore.
Questa formula si ricava facilmente in questa maniera:
Il primo numero m, deve essere spostato di tante cifre quante sono quelle di n, per lasciargli spazio. Dunque per avere il numero di cifre di n basterebbe la parte intera superiore del logaritmo (nel caso della numerazione decimale in base 10) di n sommato al più ad 1.
Adesso, possiamo spostare m delle cifre di n verso sinistra moltiplicandolo per {\displaystyle 10^{n_{c}}} dove {\displaystyle n_{c}} è il numero di cifre, uguale a: {\displaystyle \lceil \log _{10}(n+1)\rceil }.
A questo punto, spostato m delle cifre di n, possiamo sommare n. Il risultato è la concatenazione dei due numeri.
Ovviamente è possibile generalizzare la formula per una qualsiasi base, sostituendo le basi dell'esponenziale e del logaritmo:
{\displaystyle C_{b}(m,n)=b^{\lceil \log _{b}(n+1)\rceil }m+n}
Dove {\displaystyle b} è la base del nostro sistema di numerazione.
Le Costanti di Champernowne e la Costante di Copeland-Erdős sono ottenute attraverso concatenamento.